# Pycnanthemum pilosum
Pycnanthemum pilosum är en kransblommig växtart som beskrevs av Thomas Nuttall. Pycnanthemum pilosum ingår i släktet Pycnanthemum och familjen kransblommiga växter. Inga underarter finns listade i Catalogue of Life.